# Myrna Hague
Tiến sĩ Myrna Hague-Bradshaw, còn được gọi là Myrna Hague, được biết đến là "Đệ nhất phu nhân nhạc Jazz của Jamaica", là một ca sĩ lover rock và jazz người Jamaica và nữ diễn viên, người thu âm cho Studio One của Coxsone Dodd.

## Tiểu sử
Sự nghiệp của Hague bắt đầu vào giữa những năm 1960. Bà đã biểu diễn tại các địa điểm nhạc jazz ở London và thu âm cho Studio One, đáng chú ý là album Melody Life. Melody Life bao gồm một số đĩa đơn nổi tiếng nhất của bà, bao gồm cả ca khúc chủ đề, "How Could I Live" và "First Cut Is The Deepest".
Hague là thành viên của Hội đồng Phát triển Văn hóa Jamaica (JCDC), và là cựu giảng viên tại Trường Âm nhạc Jamaica. Bà đã giành được giải Liên hoan Ca khúc Liên minh Phát thanh Caribe năm 1990, và đã giành được Giải thưởng Công nghiệp Âm nhạc Jamaica cho nhạc jazz nhiều lần cũng như Giải thưởng Liên đoàn Nhạc sĩ Jamaica và Giải thưởng Bằng khen Đặc biệt vào năm 1993. Bà thường được gọi là "Đệ nhất phu nhân nhạc Jazz" của Jamaica.
Hague thành lập Liên hoan nhạc Jazz Ocho Rios cùng chồng, nhạc sĩ nhạc jazz Sonny Bradshaw và tiếp tục tổ chức lễ hội.
Năm 2004, Hague được chẩn đoán mắc bệnh ung thư vú, nhưng sau một quá trình điều trị dài đã hồi phục hoàn toàn.
Bà đã đi lưu diễn quốc tế, gần đây là ca sĩ khách mời với Jazz Jamaica, và là thành viên của Women In Jazz và Jamaica Big Band.
Vào tháng 11 năm 2012, bà đã nhận được một giải thưởng Hall of Fame Caribbean từ Quỹ Phát triển Nghệ thuật, Thể thao và Văn hóa Caribe.
Kể từ năm 2011, bà đã tổ chức chuỗi buổi hòa nhạc 'Simply Myrna' hàng năm và các bản thu âm từ hai năm đầu tiên của buổi hòa nhạc được phát hành vào tháng 12 năm 2012 trong album The Best of Simply Myrna Concerts Live.
Vào tháng 10 năm 2015, Hague đã được trao Huân chương Bạc Musgrave vì những đóng góp của bà cho âm nhạc. Cuối tháng đó, bà nhận được bằng Tiến sĩ Nghiên cứu Văn hóa của Đại học West Indies, luận án của bà nghiên cứu nhạc Jazz ở vùng Caribe.

## Danh sách đĩa hát

### Đĩa đơn
- - "A Song I'd Like To Sing" (1970), Faze Four
  - "Best Thing That Ever Happened"
  - "First Cut Is The Deepest"
  - "For All We Know"
  - "How Could I Live"
  - "Melody Life"
  - "Never Never"
  - "On A Clear Day" (1971), Faze Four
  - "Our Day Will Come"
  - "That's What Friends Are For"
  - "Time After Time" (1971), Faze Four
  - "Touch Me Baby" Studio One
  - "What About Me" (1976), Studio One
  - "What Colour Is Love"
  - Honey EP (2012)

### Album
- Melody Life (1972), Studio One
- The Best of Simply Myrna Concerts Live (2012)